# 店集乡
店集乡，是中华人民共和国河南省商丘市虞城县下辖的一个乡镇级行政单位。

## 行政区划
店集乡下辖以下地区：
店集村、魏楼村、宋庄村、董南村、高庄村、屠庄村、沈庄村、杨楼村、大张村、李楼村、花李庄村、南刘村、杨庄村、张桥村、宋火神庙村、西刘村、前李阁村、吴楼村、庞屯村、半截庙村、郭庄村、洼杨村、闫屯村、惠楼村、魏固堆村、赵庄村、李庄村、董北村、丁庄村和李庙村。

## 交通
- 京九铁路：伊尹站